# No Diggity
No Diggity (vrij vertaald: Geen twijfel) is een single van Blackstreet met medewerking van Dr. Dre en Queen Pen. Het is afkomstig van hun album Another level.

## Geschiedenis
Alhoewel het uiteindelijke een grote hit werd in de Verenigde Staten kreeg muziekproducent Teddy Riley het nummer maar moeilijk aan de man. Hij bood het eerst aan aan Guy, dat net een reünie beleefde. Die reünie bleef zonder resultaat (lees opnamen) en vervolgens probeerde Riley het bij Blackstreet. Die zaten ook niet op dit nummer te wachten. Om de diverse leden over de brug te krijgen zong Riley dan maar zelf het eerste couplet in. De bandleden hadden er toen voldoende vertrouwen in en hadden later enigszins spijt dat ze niet direct overstag waren gegaan. Aldus Riley in 2010 tijdens een interview.
Het nummer is niet geheel nieuw, het bevat een sample van Grandma's hands van Bill Withers. De bijbehorende videoclip werd geschoten door Hype Williams en liet de leden van Blackstreet onder meer zien voor een strandhuis. De opnamen vonden plaats in de Future Recording geluidsstudio in Virginia Beach. Het nummer viel in de prijzen tijdens de 40e Grammy Awards.

## Versies
Naast een elpee- en singleversie waren er minstens tien remixen. Om meer airplay te bemachtigen werden de bijdragen van Dr. Dre en Queen Pen verwijderd.

## Hitnotering
No diggity stond eenendertig weken in de Billboard Hot 100 en haalde daarin vier weken de eerste plaats. Het loste daarin Macarena af, dat veertien weken op nummer 1 had genesteld. De verkoopcijfers binnen het Verenigd Koninkrijk lieten een wisselend beeld zien. Direct na verschijning stond het zeven weken genoteerd met plaats 9 als piek. In 2011 kwam het voor drie weken terug in de UK Singles Chart. In 2013, 2014 en 2015 stond het vervolgens ook nog eens vijfentwintig weken genoteerd, al was het maar steeds in de onderste regionen van die Top100.

### Nederlandse Top 40
Zij benoemden No diggity eerst tot alarmschijf
| Positie: | 25 | 12 | 7 | 5 | 5 | 4 | 4 | 13 | 14 | 19 | 20 | 34 | 36 | 37 | 39 | uit |

### NederlandseSingle Top 100
| Hitnotering: 12-10-1996 t/m 21-2-1997 | Hitnotering: 12-10-1996 t/m 21-2-1997 | Hitnotering: 12-10-1996 t/m 21-2-1997 | Hitnotering: 12-10-1996 t/m 21-2-1997 | Hitnotering: 12-10-1996 t/m 21-2-1997 | Hitnotering: 12-10-1996 t/m 21-2-1997 | Hitnotering: 12-10-1996 t/m 21-2-1997 | Hitnotering: 12-10-1996 t/m 21-2-1997 | Hitnotering: 12-10-1996 t/m 21-2-1997 | Hitnotering: 12-10-1996 t/m 21-2-1997 | Hitnotering: 12-10-1996 t/m 21-2-1997 | Hitnotering: 12-10-1996 t/m 21-2-1997 | Hitnotering: 12-10-1996 t/m 21-2-1997 | Hitnotering: 12-10-1996 t/m 21-2-1997 | Hitnotering: 12-10-1996 t/m 21-2-1997 | Hitnotering: 12-10-1996 t/m 21-2-1997 | Hitnotering: 12-10-1996 t/m 21-2-1997 | Hitnotering: 12-10-1996 t/m 21-2-1997 | Hitnotering: 12-10-1996 t/m 21-2-1997 | Hitnotering: 12-10-1996 t/m 21-2-1997 | Hitnotering: 12-10-1996 t/m 21-2-1997 |
| Week:                                 | 1                                     | 2                                     | 3                                     | 4                                     | 5                                     | 6                                     | 7                                     | 8                                     | 9                                     | 10                                    | 11                                    | 12                                    | 13                                    | 14                                    | 15                                    | 16                                    | 17                                    | 18                                    | 19                                    |                                       |
| ------------------------------------- | ------------------------------------- | ------------------------------------- | ------------------------------------- | ------------------------------------- | ------------------------------------- | ------------------------------------- | ------------------------------------- | ------------------------------------- | ------------------------------------- | ------------------------------------- | ------------------------------------- | ------------------------------------- | ------------------------------------- | ------------------------------------- | ------------------------------------- | ------------------------------------- | ------------------------------------- | ------------------------------------- | ------------------------------------- | ------------------------------------- |
| Positie:                              | 34                                    | 19                                    | 11                                    | 8                                     | 7                                     | 7                                     | 9                                     | 12                                    | 17                                    | 23                                    | 24                                    | 27                                    | 26                                    | 27                                    | 35                                    | 39                                    | 49                                    | 56                                    | 66                                    | uit                                   |

### BelgischeBRT Top 30
| Positie: | 21 | 18 | 17 | 11 | 13 | 10 | 11 | 17 | 22 | 22 | uit |

### VlaamseUltratop 50
| Hitnotering: 23-11-1996 t/m 28-3-1997 | Hitnotering: 23-11-1996 t/m 28-3-1997 | Hitnotering: 23-11-1996 t/m 28-3-1997 | Hitnotering: 23-11-1996 t/m 28-3-1997 | Hitnotering: 23-11-1996 t/m 28-3-1997 | Hitnotering: 23-11-1996 t/m 28-3-1997 | Hitnotering: 23-11-1996 t/m 28-3-1997 | Hitnotering: 23-11-1996 t/m 28-3-1997 | Hitnotering: 23-11-1996 t/m 28-3-1997 | Hitnotering: 23-11-1996 t/m 28-3-1997 | Hitnotering: 23-11-1996 t/m 28-3-1997 | Hitnotering: 23-11-1996 t/m 28-3-1997 | Hitnotering: 23-11-1996 t/m 28-3-1997 | Hitnotering: 23-11-1996 t/m 28-3-1997 | Hitnotering: 23-11-1996 t/m 28-3-1997 | Hitnotering: 23-11-1996 t/m 28-3-1997 | Hitnotering: 23-11-1996 t/m 28-3-1997 | Hitnotering: 23-11-1996 t/m 28-3-1997 | Hitnotering: 23-11-1996 t/m 28-3-1997 | Hitnotering: 23-11-1996 t/m 28-3-1997 | Hitnotering: 23-11-1996 t/m 28-3-1997 |
| Week:                                 | 1                                     | 2                                     | 3                                     | 4                                     | 5                                     | 6                                     | 7                                     | 8                                     | 9                                     | 10                                    | 11                                    | 12                                    | 13                                    | 14                                    | 15                                    | 16                                    | 17                                    | 18                                    |                                       |                                       |
| ------------------------------------- | ------------------------------------- | ------------------------------------- | ------------------------------------- | ------------------------------------- | ------------------------------------- | ------------------------------------- | ------------------------------------- | ------------------------------------- | ------------------------------------- | ------------------------------------- | ------------------------------------- | ------------------------------------- | ------------------------------------- | ------------------------------------- | ------------------------------------- | ------------------------------------- | ------------------------------------- | ------------------------------------- | ------------------------------------- | ------------------------------------- |
| Positie:                              | 48                                    | 47                                    | 46                                    | 43                                    | 38                                    | 21                                    | 18                                    | 17                                    | 11                                    | 13                                    | 10                                    | 11                                    | 17                                    | 22                                    | 22                                    | 22                                    | 32                                    | 47                                    | uit                                   |                                       |

### NPO Radio 2 Top 2000
| Nummer met noteringen in de NPO Radio 2 Top 2000 | '15  | '16  | '17  | '18  | '19  | '20  | '21  | '22  | '23 | '24  |
| ------------------------------------------------ | ---- | ---- | ---- | ---- | ---- | ---- | ---- | ---- | --- | ---- |
| No Diggity                                       | 1964 | 1665 | 1978 | 1535 | 1740 | 1712 | 1828 | 1881 | -   | 1972 |

1. ↑  Een '-' betekent dat het nummer niet was genoteerd en een vetgedrukt getal geeft de hoogste notering aan.
2. ↑  2015 was het eerste jaar met een notering voor dit nummer.

## Covers
- Het nummer is een aantal keren gecoverd. Voorbeelden zijn Brahim en Klaxons.[2]
- In 2021 bracht het Maastrichtse dj-duo Lucas & Steve een remix van het nummer uit.